# 망상 그녀
《망상 그녀》(일본어: 妄想彼女 もうそうかのじょ[*])는 2015년 5월 23일부터 6월 20일까지 매주 토요일 23:40 ~ 24:05에 후지 TV 계열에서 방송된 텔레비전 드라마이다. 주연은 히로세 아리스와 아사리 요스케.

## 캐스트
- 하루 - 히로세 아리스
- 타카시마 케이스케 - 아사리 요스케
- 카마쿠라 유키 - 키나미 하루카
- 안자이 코헤이 - 마루야마 토모미
- 이토 타쿠마 - 스즈키 카츠히로
- 여자 아나운서 - 미야케 히토미

## 스태프
- 원안 - 지누시 케이스케 《망상 그녀》 (테츠진샤 간)
- 각본 - 오노 토시야
- 프로듀스 - 고토 요스케
- 연출 - 고토 요스케, 후치가미 마사토
- 음악 - KOSEN
- 주제가 - SAKANAMON 〈TSUMANNE〉 (Getting Better)
- 편성 기획 - 시미즈 마리코
- 제작 - 후지 TV, 쿄도 TV
- 제작 저작 - 쿄도 TV

## 방송 일자
| 각 화                                     | 방송일          | 부제                                 | 연출 | 시청률 |
| ----------------------------------------- | --------------- | ------------------------------------ | ---- | ------ |
| 제1화                                     | 2015년 5월 23일 | 망상 데이트남에게 이상의 그녀 출현!? |      |        |
| 제2화                                     | 5월 30일        | 완벽한 그녀와 이상의 데이트!?        |      |        |
| 제3화                                     | 6월 13일        | 망상남 드디어 결혼!?                 |      |        |
| 최종화                                    | 6월 20일        | 진실의 사랑!                         |      |        |
| (시청률은 칸토 지구·비디오 리서치사 조사) |                 |                                      |      |        |

- 2015년 6월 6일은 휴지.